# 特基布利

特基布利

特基布利是格魯吉亞中西部伊梅雷蒂大区特基布利市鎮的城鎮及其行政中心。距離首都第比利斯42公里，海拔高度590米，主要經濟活動有採煤和種植茶葉，2014年人口9770。

## 外部連結
- 特基布利市镇官方网站 （页面存档备份，存于） （格鲁吉亚文）

42°21′01″N 42°59′54″E / 42.3503°N 42.9983°E